# شهرستان شووگنوفسکی
شهرستان شووگنوفسکی (به لاتین: Shovgenovsky District) یک شهرستان در روسیه است که در آدیغیه واقع شده‌است.